# Byodo-In (Hawaï)
Byodo-In (en japonais : 平等院テンプル, Byōdōin Tenpuru) est un temple bouddhiste non confessionnel situé sur l'île d'Oahu à Hawaï dans le parc commémoratif de la vallée des temples (en). Il a été consacré en août 1968 pour commémorer le 100e anniversaire des premiers immigrants japonais à Hawaï.
Le temple est une réplique plus petite du temple bouddhiste Byōdō-in vieux de 900 ans situé à Uji dans la préfecture de Kyoto au Japon.
Contrairement à la croyance populaire, ce n'est pas un temple bouddhiste fonctionnel au sens propre car il n'héberge pas de communauté monastique résidente ni de congrégation active. À l'intérieur du temple se trouve une statue de 5,5 mètres de Bouddha, image en bois représentant Amitābha. Elle est notamment recouvert d'or. À l'extérieur se trouve une cloche en laiton de trois tonnes. Autour du temple se trouvent de grands étangs avec des koï. Autour de ces étangs se trouvent des jardins japonais luxuriants sur fond des imposantes falaises de la chaîne de Koʻolau.

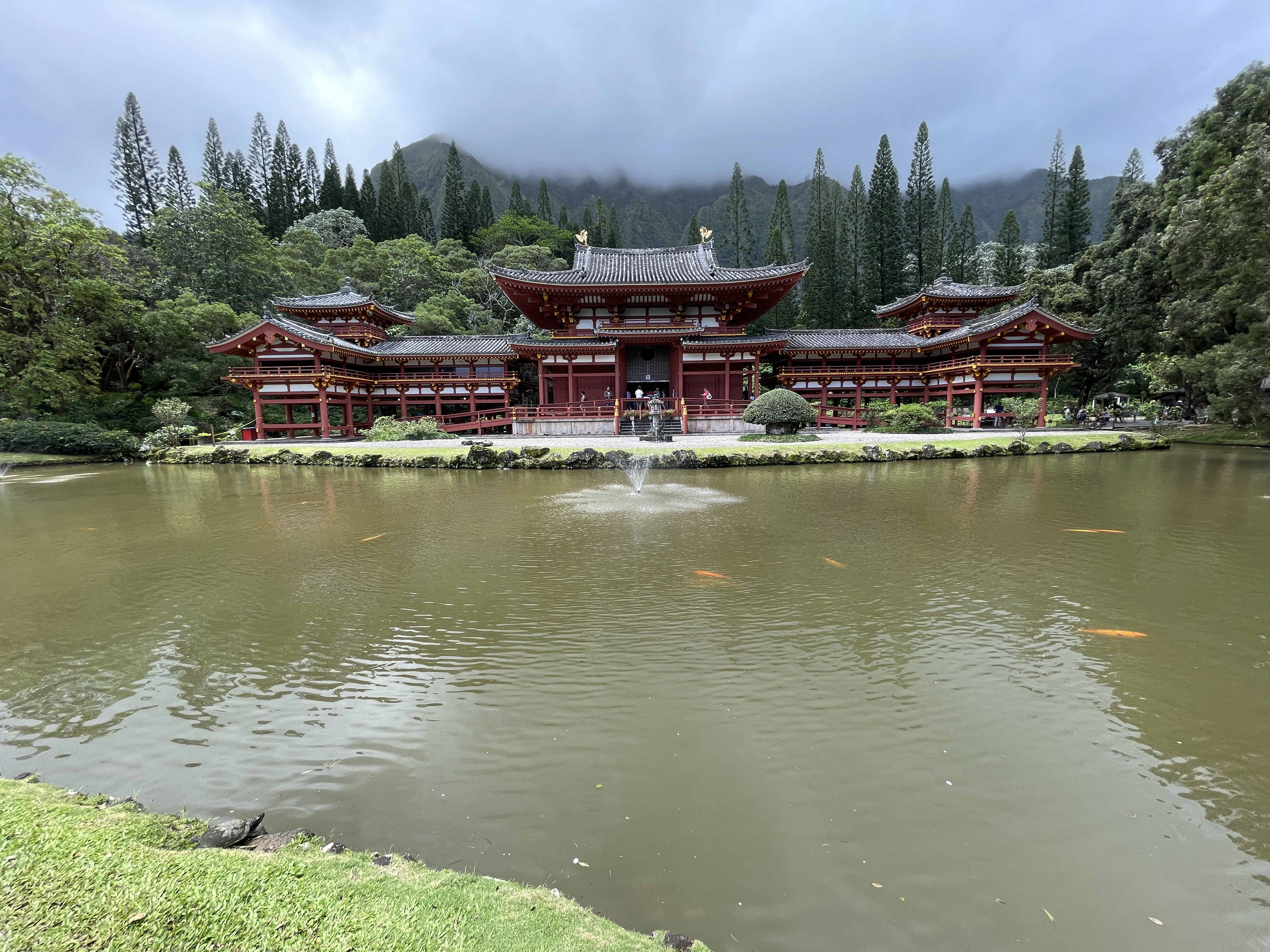
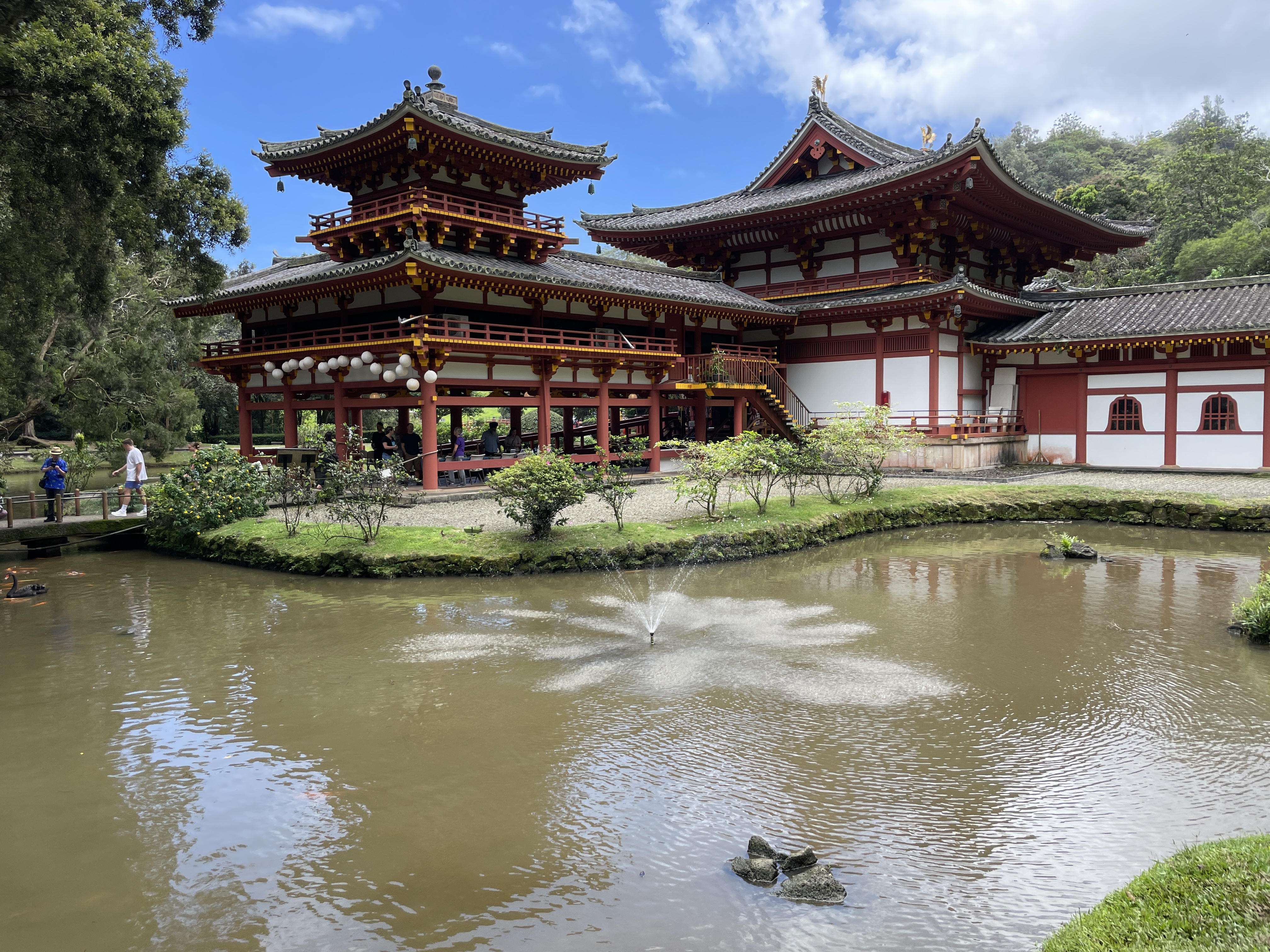
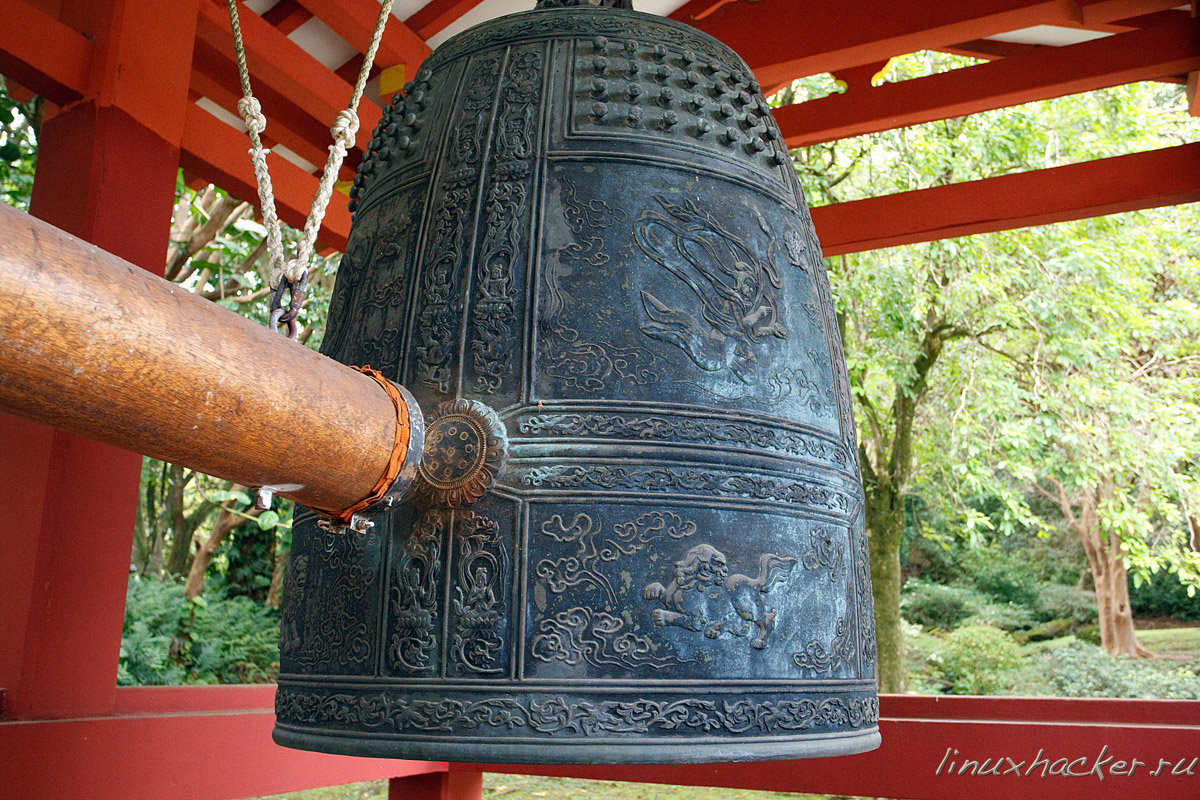
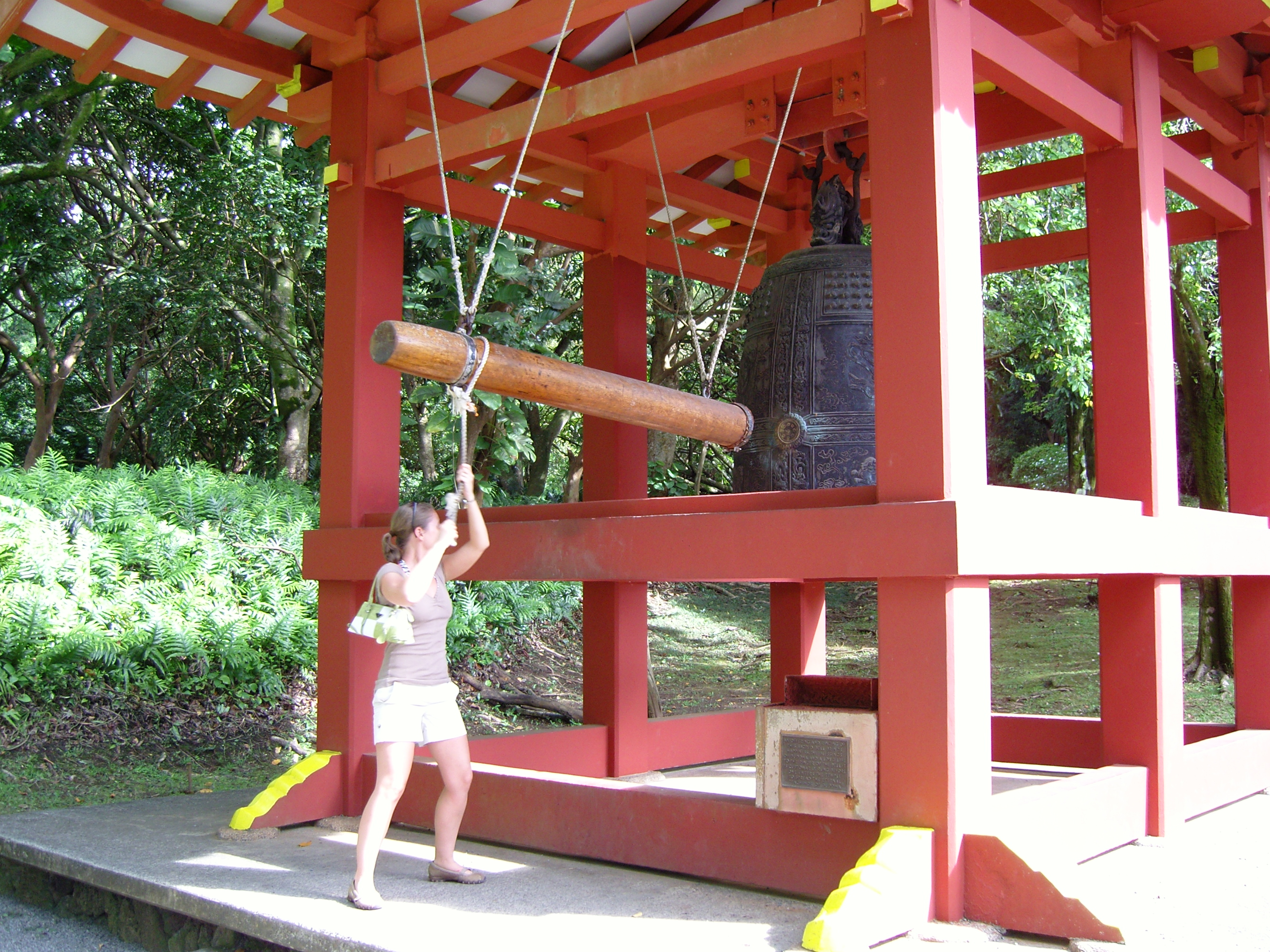
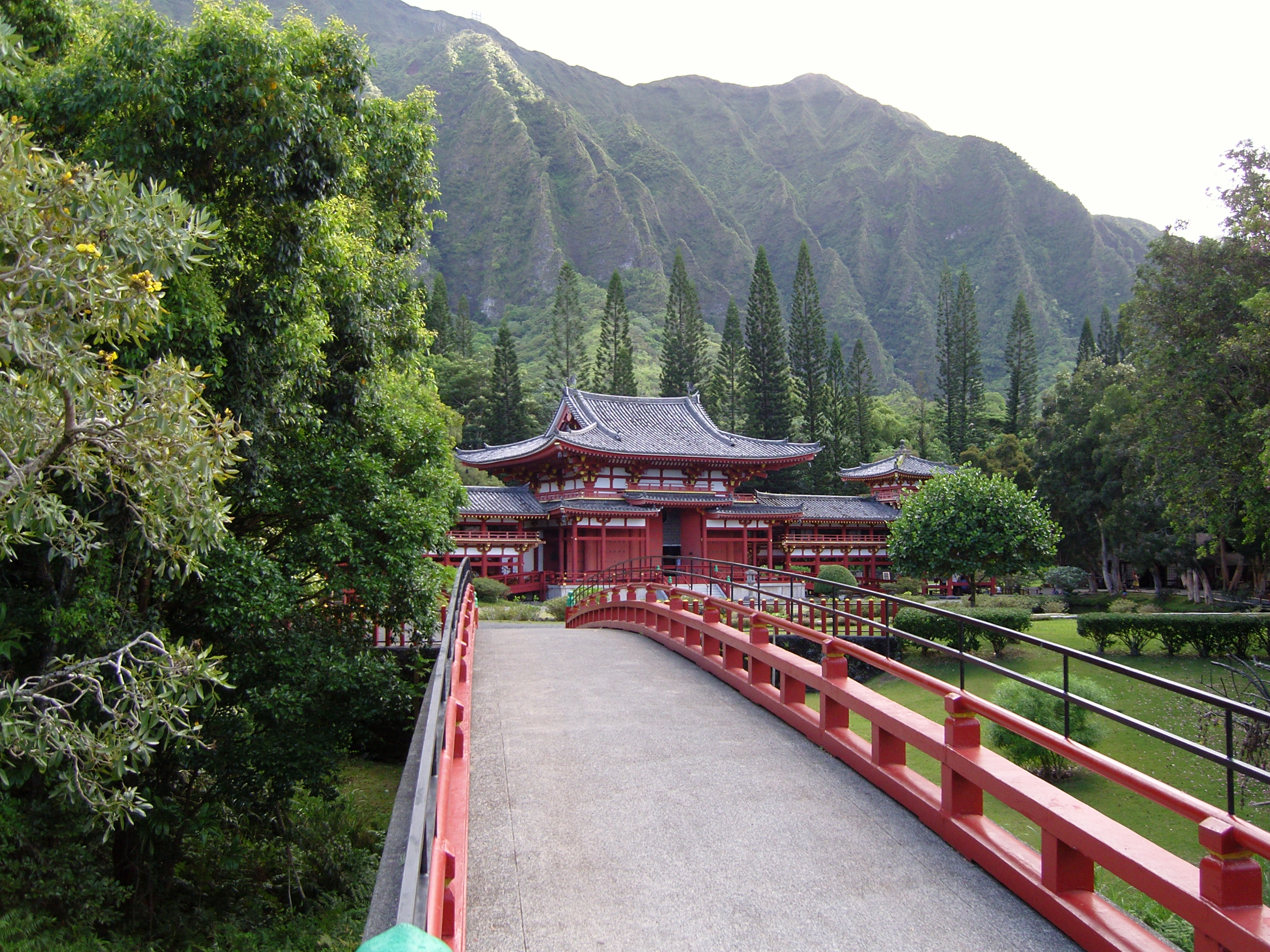
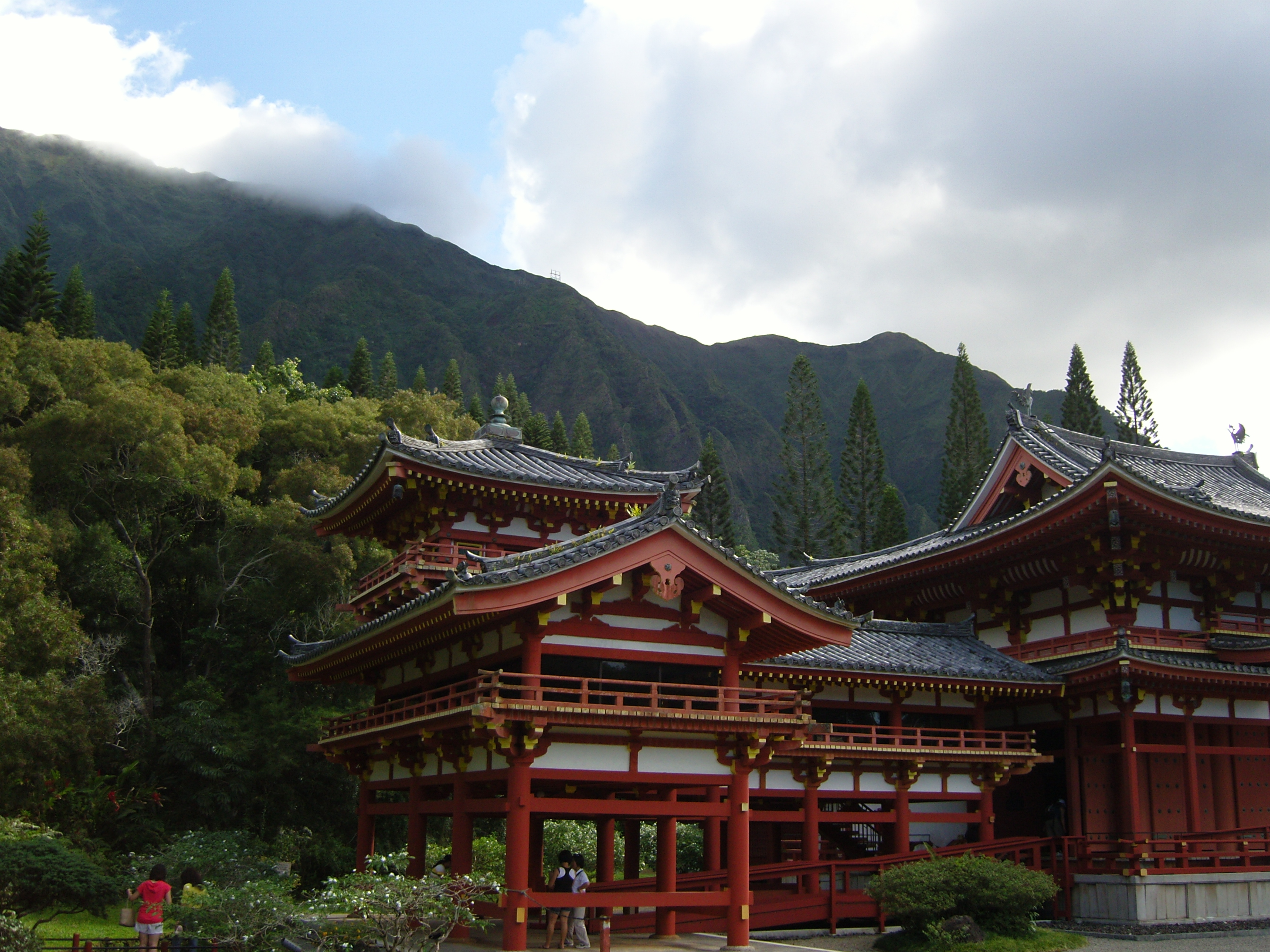
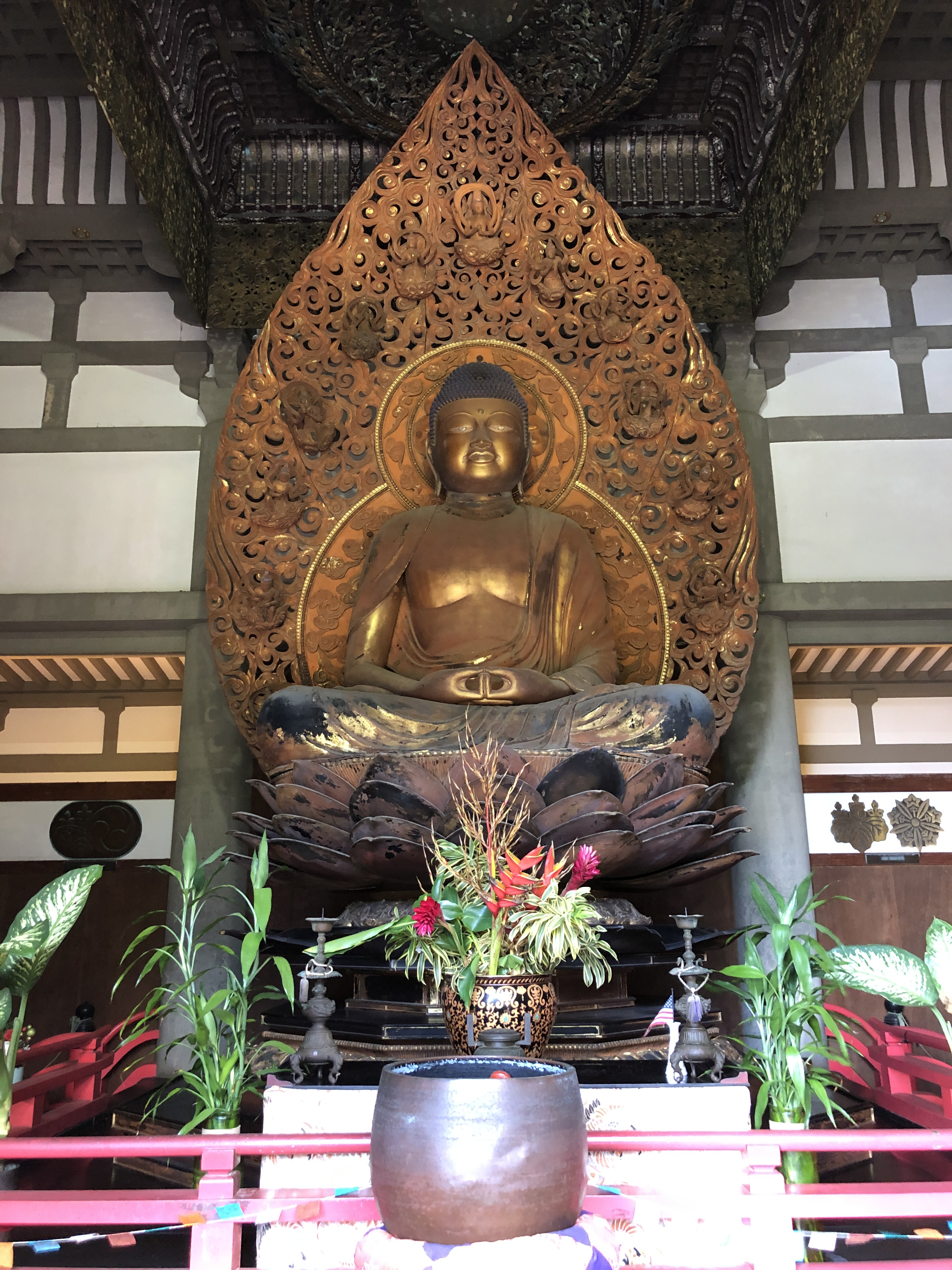